# Transsaharska trgovina
Transsaharska trgovina je trgovina između  subsaharske Afrike i sjeverne Afrike koja zahtijeva putovanje preko Sahare. Iako je ova trgovina započela u prapovijesti, vrhunac trgovine se protegao od 8. stoljeća do ranog 17. stoljeća. Sahara je nekada imala drugačiju klimu i okoliš. U Libiji i Alžiru, od najmanje 7000. godine prije Krista, bili su prisutni stočarstvo (držanje ovaca i koza), velika naselja i keramika. Goveda su uvedena u središnju Saharu (Ahaggar) između 4000. i 3500. godine prije Krista. Izvanredne slike na stijenama (od 3500. do 2500. pr. Kr.) u sušnim područjima prikazuju floru i faunu kojih nema u modernoj pustinji.
Kao pustinja, Sahara je sada neprijateljsko prostranstvo koje razdvaja mediteransko gospodarstvo od gospodarstva sliva rijeke Niger. Kao što ističe Fernand Braudel, prelazak takve zone, posebno bez mehaniziranog transporta, isplati se samo kada iznimne okolnosti uzrokuju da očekivani dobitak nadmaši cijenu i opasnost. Trgovina se odvijala karavanama deva. Prema magrebskom istraživaču Ibn Battuti, koji je jednom putovao s karavanom, prosječna bi karavana iznosila 1000 deva, ali neke su karavane bile velike i do 12 000. Karavane su vodili visoko plaćeni Berberi, koji su poznavali pustinju i mogli osigurati zaštitu od drugih pustinjskih nomada. Opstanak karavana ovisio je o pažljivoj koordinaciji: trkači bi bili poslani naprijed u oaze kako bi se voda dopremila do karavane kada je bila udaljena još nekoliko dana, budući da karavane obično nisu mogle ponijeti dovoljno za cijelo putovanje. Sredinom 14. stoljeća, Ibn Battuta je prešao pustinju od Sijilmase preko rudnika soli u Taghazi do oaze Oualata. Vodič je poslan naprijed, a voda je donesena tijekom četverodnevnog putovanja iz Oualate u susret karavani.
Kultura i religija također su se razmjenjivale na transsaharskim trgovačkim rutama. Mnoge zapadnoafričke države s vremenom su prihvatile arapsko pismo i religiju Sjeverne Afrike, što je rezultiralo apsorpcijom ovih država u muslimanski svijet.